# 満月の夕 (ガガガSPの曲)
「満月の夕」（まんげつのゆうべ）は、日本のバンド、ガガガSPの6枚目のシングルであり、同シングルの表題曲である。2003年1月17日発売。発売元はソニー・ミュージック・レコーズ。

## 収録曲
1. 満月の夕
  - 作詞・作曲：中川敬/山口洋
  - 1995年10月1日に、ヒートウェイヴ及びソウル・フラワー・ユニオンという2組のバンドが発表した同名楽曲のカバー。オリジナルバージョンでは双方で歌詞が異なるが、このカバーでは双方の詞を混在させて歌われている。
2. 問題はない
  - 作詞・作曲：コザック前田

## 収録アルバム
- 『オラぁいちぬけた』（3rdオリジナルアルバム、#1）
- 『ガガガSPベストアルバム』（1stベストアルバム、#1）